# Dankward Buwitt

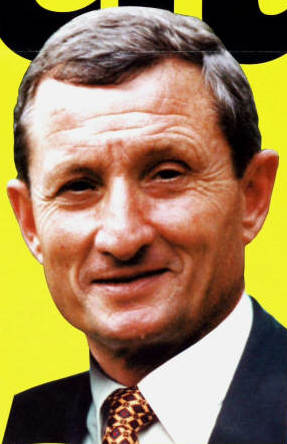
Dankward Buwitt (1998)

Dankward Buwitt (* 6. Juli 1939 in Berlin) ist ein deutscher Handelsvertreter, Kaufmann und Politiker (CDU) aus Berlin-Neukölln.

## Leben
Nach dem Realschulabschluss 1954 absolvierte Buwitt eine kaufmännische Lehre und arbeitete ab 1957 für zwei Jahre in seinem Beruf. Von 1959 bis 1963 machte er eine weitere Ausbildung im Verkauf. Anschließend war er als Automobilverkäufer tätig und zudem bis 1971 Reisebevollmächtigter und Verkaufsleiter in der chemischen Industrie. Ab 1971 arbeitete Buwitt als selbstständiger Kaufmann und Handelsvertreter, seit 1991 war er kaufmännischer Angestellter einer Berliner Immobiliengesellschaft.

## Politik

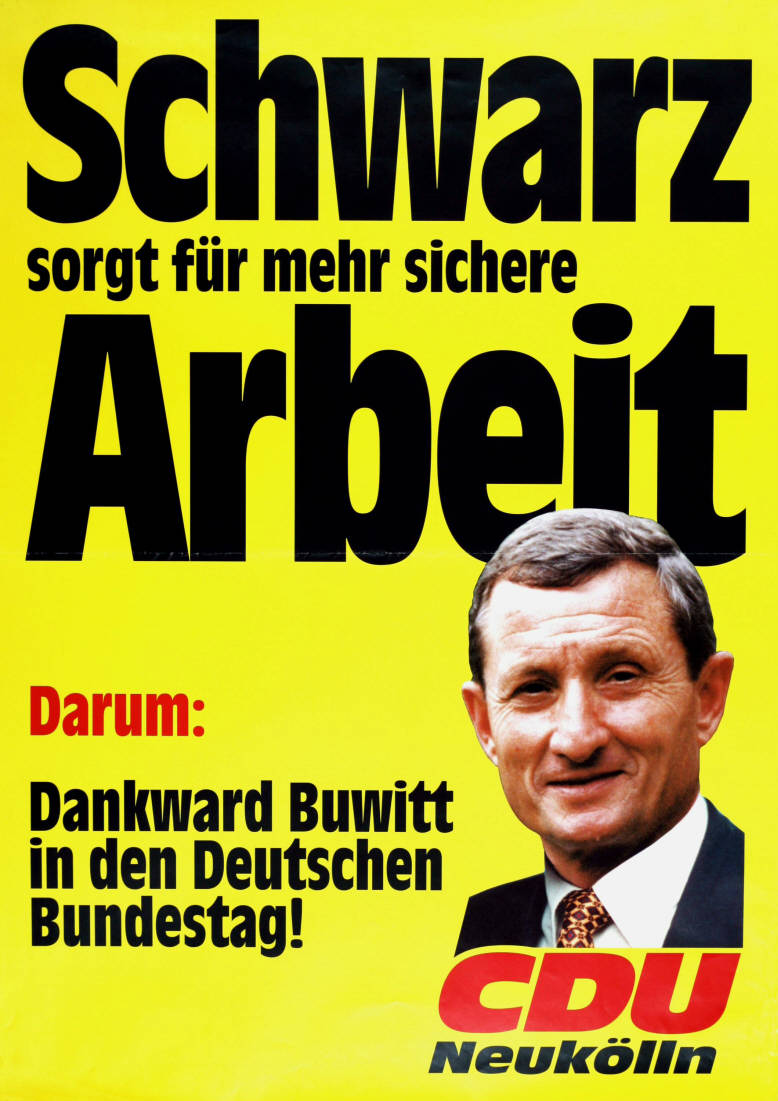
Kandidatenplakat Dankward Buwitts zur Bundestagswahl 1998 (Datierung unsicher)

Buwitt trat im Jahr 1968 der CDU bei und war von 1974 bis 1991 Ortsverbandsvorsitzender in Neukölln. Zudem war er von 1981 bis 1997 Kreisvorsitzender in Neukölln. Er gehörte zu der Zeit zu der sogenannten K-Gruppe in der Berliner CDU. Von 1991 bis 1993 war er Landesschatzmeister. Im Jahr 1975 wurde er erstmals in das Abgeordnetenhaus von Berlin gewählt, dem er bis 1991 angehörte. Dort war er von 1984 bis 1989 Fraktionsvorsitzender und von 1989 bis 1989 geschäftsführender Fraktionsvorsitzender. Bei der Bundestagswahl 1990 wurde Buwitt im Wahlkreis 256 (Berlin-Neukölln) ins Parlament gewählt. Er war stellvertretender Vorsitzender des Finanzausschusses sowie stellvertretendes Mitglied des Verteidigungsausschusses und seit Oktober 1992 des Sonderausschusses Europäische Union. Bei der Bundestagswahl 1994 wurde er im Wahlkreis wiedergewählt, dieser hatte nun den Namen Wahlkreis 257 (Berlin-Neukölln) bekommen. Er war ordentliches Mitglied des Haushaltsausschusses und des Rechnungsprüfungsausschusses, denen er auch nach der Bundestagswahl 1998, nach der er über die Landesliste ins Parlament einzog, angehörte. Bei der Bundestagswahl 2002 verzichtete er auf eine erneute Kandidatur.

## Veröffentlichungen
- Die europäische Währungsunion. In: Renate Hellwig (Hrsg.): Der Deutsche Bundestag und Europa. München/Landsberg am Lech. 1993, S. 81–91.